# Wolf Hall
Wolf Hall è un romanzo storico di Hilary Mantel del 2009. È stato premiato con il Booker Prize e con il National Book Critics Circle Award nella sezione "Narrativa". Il romanzo è il primo di una trilogia, seguito da Anna Bolena, una questione di famiglia (Bring Up the Bodies) del 2012 ed anch'esso vincitore del Booker Prize ed infine da Lo specchio e la luce.
Ambientato tra il 1500 e il 1535, Wolf Hall è una biografia fittizia della rapida ascesa al potere di Thomas Cromwell, I conte di Essex nella corte di Enrico VIII d'Inghilterra.

## Edizioni
- Hilary Mantel, Wolf Hall, Fazi, 2011, ISBN 978-88-641-1195-7.